# My Dear Melancholy,
My Dear Melancholy, é o primeiro extended play (EP) do cantor canadense the Weeknd, lançado em 30 de março de 2018, através das gravadoras Republic e XO. O trabalho foi alternativamente descrito como um álbum e um mini-álbum, com o encarte do projeto descrevendo-o simplesmente como uma "gravação de estúdio oficial". Produzido primariamente por Frank Dukes, que serve como produtor executivo juntamente com o cantor, o projeto conta com contribuições de Gesaffelstein em duas faixas, além de DaHeala, Mike Will Made It, Skrillex e Guy-Manuel de Homem-Christo, entre outros.
O trabalho foi descrito como um retorno ao estilo mais obscuro e melancólico dos primeiros trabalhos de The Weeknd, como Trilogy (2012) e Kiss Land (2013), e tem como foco os relacionamentos anteriores do cantor com a modelo Bella Hadid e a cantora Selena Gomez. O EP foi apoiado pelo single "Call Out My Name", e recebeu críticas positivas dos críticos e estreou em primeiro lugar na parada estadunidense Billboard 200.

## Antecedentes e lançamento
Em 2 de março de 2018, o rapper estadunidense Travis Scott escreveu em seu Twitter que já tinha ouvido o novo álbum de The Weeknd, descrevendo-o como "assustador" e comparando-o com quando "o ouviu pela primeira vez". Ao longo daquele mês, o cantor sugeriu estar nos últimos estágios da conclusão de um novo projeto, compartilhando diversos vídeos sem áudio no Instagram, com a legenda "masterizando". As publicações seguiram meses de fotos em estúdio, também divulgadas na plataforma.
Em 28 de março, The Weeknd deu a entender que lançaria um novo projeto, postando no Instagram uma foto de uma mensagem de texto entre seu diretor criativo La Mar Taylor e ele, questionando se deveriam ou não "lançar [um novo projeto] na sexta-feira". No dia seguinte, ele anunciou que o projeto seria lançado na sexta feira, divulgando a capa e o título. Anteriormente, em 22 de fevereiro, o cantor havia divulgado uma imagem do título do álbum escrito em um bloco de notas. Após o lançamento do projeto, vídeos verticais de "Call Out My Name" e "Try Me" foram lançados exclusivamente no Spotify.

## Recepção crítica
Alex Petridis, do The Guardian, ressaltou "a criatividade genuína do EP que, apesar da presença de autotune na voz do autor, trazem um clima distorcido, inquietante e não familiar à obra". No fim, avaliou-o com 3 estrelas de 5. Jem Aswad, da Variety, comentou que no projeto "não existem singles de sucesso como 'Can't Feel My Face' ou 'Starboy', mas há uma melodia criada a partir de inspirações de Michael Jackson, sob uma nuvem de sintetizadores tristes e batidas deprimidas. Ao contrário dos últimos trabalhos, Melancholy é mais uma balada de arrependimento do que uma balada de crise existencial taciturna". Randall Colburn, do portal Consequence of Sound, avaliou o álbum como um "esforço em seis faixas para trazer o R&B de encontro às suas raízes".

## Lista de faixas
| N.º            | Título                                  | Compositor(es)                                                                             | Produtor(es)                              | Duração |  |
| 1.             | "Call Out My Name"                      | Abel Tesfaye Adam Freeney Nicolas Jaar                                                     | Frank Dukes                               | 3:48    |  |
| 2.             | "Try Me"                                | Tesfaye Ahmad Balshe Jason Quenneville Feeney Michael Len Williams II Marquel Middlebrooks | Mike Will Made-It Marz Dukes DaHeala      | 3:41    |  |
| 3.             | "Wasted Times"                          | Tesfaye Brittany Hazzard Sonny Moore Feeney                                                | Dukes Skrillex [a]                        | 3:40    |  |
| 4.             | "I Was Never There" (com Gesaffelstein) | Tesfaye Mike Lévy Feeney                                                                   | Gesaffelstein Dukes                       | 4:01    |  |
| 5.             | "Hurt You" (com Gesaffelstein)          | Tesfaye Guy-Manuel de Homem-Christo Lévy Henry Walter                                      | Gesaffelstien de Homem-Christo Cirkut [a] | 3:50    |  |
| 6.             | "Privilege"                             | Tesfaye Quenneville Feeney                                                                 | Dukes DaHeala                             | 2:50    |  |
| Duração total: | Duração total:                          | Duração total:                                                                             | Duração total:                            | 21:50   |  |

| My Dear Melancholy, – Faixa bônus do Spotify |                               |                      |                |         |  |
| N.º                                          | Título                        | Compositor(es)       | Produtor(es)   | Duração |  |
| 7.                                           | "Call Out My Name" (acapella) | Tesfaye Freeney Jaar | Dukes          | 3:44    |  |
| Duração total:                               | Duração total:                | Duração total:       | Duração total: | 25:34   |  |

Notas
a  - denota um co-produtor

## Créditos
Todo o processo de elaboração de My Dear Melancholy, atribui os seguintes créditos:
Gestão
- The Weeknd: produção executiva
- Frank Dukes: produção executiva
- XO Records: gravadora, direitos fonográficos
- Republic Records: gravadora, direitos fonográficos, manufatura
- Universal Music Distribution: distribuição

| Locais de gravação - Henson Recording Studios (Los Angeles, Califórnia) - Gang Studios (Paris) - Crown Towers Studios (Melbourne) | Locais de mixagem - Larrabee Sound Studios (North Hollywood, Califórnia) Locais de masterização - Chris Athens Masters (Austin, Texas) |

Produção
| - The Weeknd: composição, vocais, produção executiva - Frank Dukes: composição, produção, produção executiva - DaHeala: composição, produção, teclados, programação - Cirkut: composição, co-produção - Mike Will Made-It: composição, produção - Nicolas Jaar: composição - Ahmad Balshe: composição - Marz: composição, produção - Skrillex: composição, co-produção | - Gesaffelstein: composição, produção, artista convidado - Brittany Hazzard: composição - Guy-Manuel de Homem-Christo: composição, produção - Shin Kamiyama: engenharia - Florian Lagatta: engenharia - Jaycen Joshua: mixagem - David Nakaji: assistência de mixagem - Maddox Chhim: assistência de mixagem - Chris Athens: masterização |

## Desempenho nas tabelas musicais
| Tabela musical (2018)                                  | Melhor posição |
| ------------------------------------------------------ | -------------- |
| Alemanha (Media Control Charts)                        | 7              |
| Austrália (ARIA Charts)                                | 3              |
| Austrália (ARIA Urban Albums Chart)                    | 1              |
| Áustria (Ö3 Austria Top 40)                            | 3              |
| Bélgica (Ultratop 50 de Flandres)                      | 3              |
| Bélgica (Ultratop 40 da Valônia)                       | 22             |
| Canadá (Canadian Albums Chart)                         | 1              |
| Coreia do Sul (Gaon Music Chart)                       | 1              |
| Dinamarca (Hitlisten)                                  | 1              |
| Escócia (The Official Charts Company)                  | 8              |
| Eslováquia (IFPI Slovenská Republika)                  | 2              |
| Espanha (Productores de Música de España)              | 45             |
| Estados Unidos (Billboard 200)                         | 1              |
| Estados Unidos (Top R&B/Hip-Hop Albums)                | 1              |
| Estados Unidos (Digital Albums)                        | 1              |
| Estônia (Eesti Albumid Tipp-40)                        | 1              |
| Finlândia (IFPI Finlândia)                             | 3              |
| França (Syndicat National de l'Édition Phonographique) | 4              |
| Grécia (IFPI Grécia)                                   | 31             |
| Irlanda (Irish Recorded Music Association)             | 2              |
| Itália (Federazione Industria Musicale Italiana)       | 24             |
| Japão (Oricon)                                         | 170            |
| Noruega (VG-lista)                                     | 1              |
| Nova Zelândia (NZ Top 40 Albums)                       | 2              |
| Países Baixos (MegaCharts)                             | 3              |
| Polônia (Związek Producentów Audio Video)              | 36             |
| Portugal (Associação Fonográfica Portuguesa)           | 16             |
| Reino Unido (UK Albums Chart)                          | 3              |
| Reino Unido (UK R&B Albums Chart)                      | 1              |
| Chéquia (IFPI Česká Republika)                         | 2              |
| Suécia (Sverigetopplistan)                             | 1              |
| Suíça (Schweizer Hitparade)                            | 4              |

| Tabela musical (2018)                                  | Posição |
| ------------------------------------------------------ | ------- |
| Austrália (ARIA Charts)                                | 59      |
| Austrália (ARIA Urban Albums Chart)                    | 22      |
| Bélgica (Ultratop 50 de Flandres)                      | 80      |
| Canadá (Canadian Albums Chart)                         | 37      |
| Coreia do Sul (Gaon Music Chart)                       | 53      |
| Dinamarca (Hitlisten)                                  | 63      |
| França (Syndicat National de l'Édition Phonographique) | 183     |
| Estados Unidos (Billboard 200)                         | 48      |
| Estados Unidos (Top R&B/Hip-Hop Albums)                | 33      |
| Estados Unidos (Digital Albums)                        | 35      |
| Reino Unido (UK Albums Chart)                          | 98      |
| Suécia (Sverigetopplistan)                             | 29      |

| País (Empresa)             | Certificação |
| -------------------------- | ------------ |
| Canadá (Music Canada)      | Ouro         |
| Dinamarca (IFPI Dinamarca) | Ouro         |
| Reino Unido (BPI)          | Prata        |